# Phorbia moliniaris
Phorbia moliniaris este o specie de muște din genul Phorbia, familia Anthomyiidae. A fost descrisă pentru prima dată de Karl în anul 1917. Conform Catalogue of Life specia Phorbia moliniaris nu are subspecii cunoscute.